# Bataille d'al-Hol
Guerre civile syrienne
Batailles
La bataille de al-Hol a lieu lors de la guerre civile syrienne. Le 31 octobre 2015, les Forces démocratiques syriennes soutenues par la coalition mènent une offensive dans la région de al-Hol, près de la frontière irakienne.

## Prélude

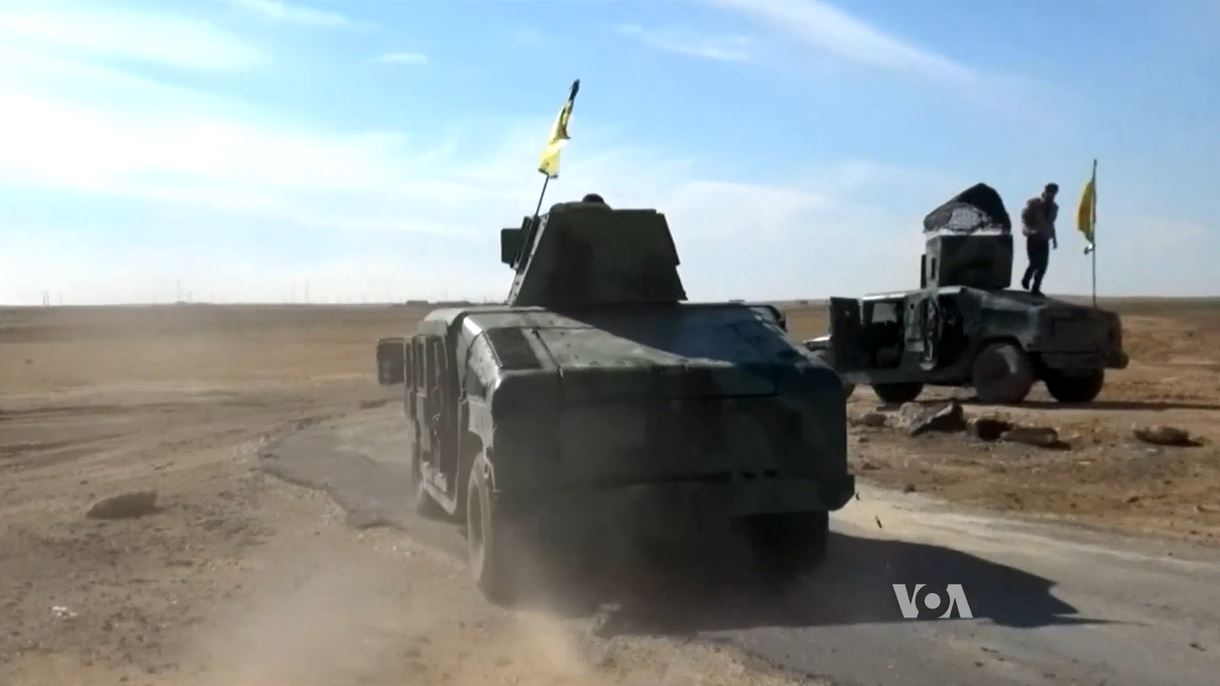
Véhicules Humvee des YPG pendant la bataille de al-Hol.

Le 31 octobre 2015, à minuit, les Forces démocratiques syriennes, soutenues par les forces aériennes américaines, lancent une offensive contre les positions de l'État islamique à l'est de Hassaké.
Le 30 octobre, un jour avant le début de l'offensive, le président américain Barack Obama annonce avoir autorisé l'envoi de 50 soldats des forces spéciales américaines dans les zones kurdes au nord de la Syrie, afin d'aider et de coordonner les forces rebelles et kurdes contre l'État islamique. Le 12 octobre, les États-Unis parachutent également 50 tonnes de munitions pour les brigades arabes du nord de la Syrie,.
Les Forces démocratiques syriennes sont quant à elles une alliance formée le 11 octobre 2015,. Les groupes qui la composent et qui prennent part à l'offensive sont les Kurdes des YPG et des YPJ, les Arabes chammar de l'Armée Al-Sanadid, les chrétiens du Conseil militaire syriaque et des brigades de l'Armée syrienne libre intégrées à Jaych al-Thuwar et Burkan al-Furat. Les forces kurdes, qui rassemblent des dizaines de milliers de combattants, forment cependant la très grande majorité des forces des FDS, les forces de la Coalition arabe syrienne regroupent quant à elles 4 000  à   5 000 hommes. Les soldats américains arrivent dans le Kurdistan syrien, à Kobané, le 26 novembre 2015.
Selon le colonel américain Steve Warren, porte-parole de la coalition, plus de 1 000 combattants des FDS prennent part à l'offensive, face à plusieurs centaines de djihadistes. Sheikh Bandar Deham al-Hadi, le commandant de l'Armée Al-Sanadid, affirme de son côté que 1 700 de ses hommes ont pris part à la bataille. Le MFS participe également aux combats et engage pour la première fois un bataillon féminin formé en août.

## Déroulement

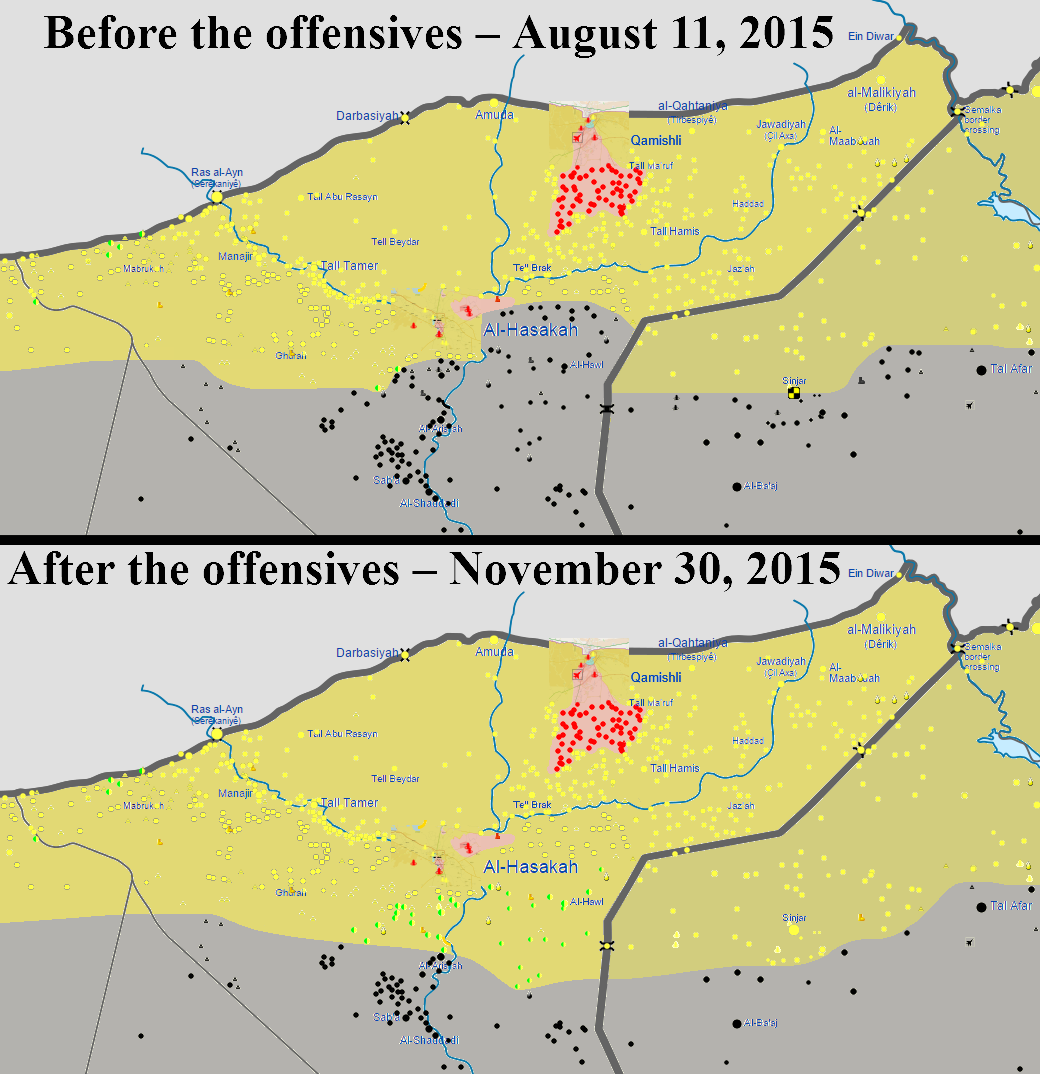
Avancée des FDS au cours de la bataille.
Zone contrôlée par les FDS
Zones contrôlées par le régime syrien et ses alliés
Zone contrôlée par l'État islamique

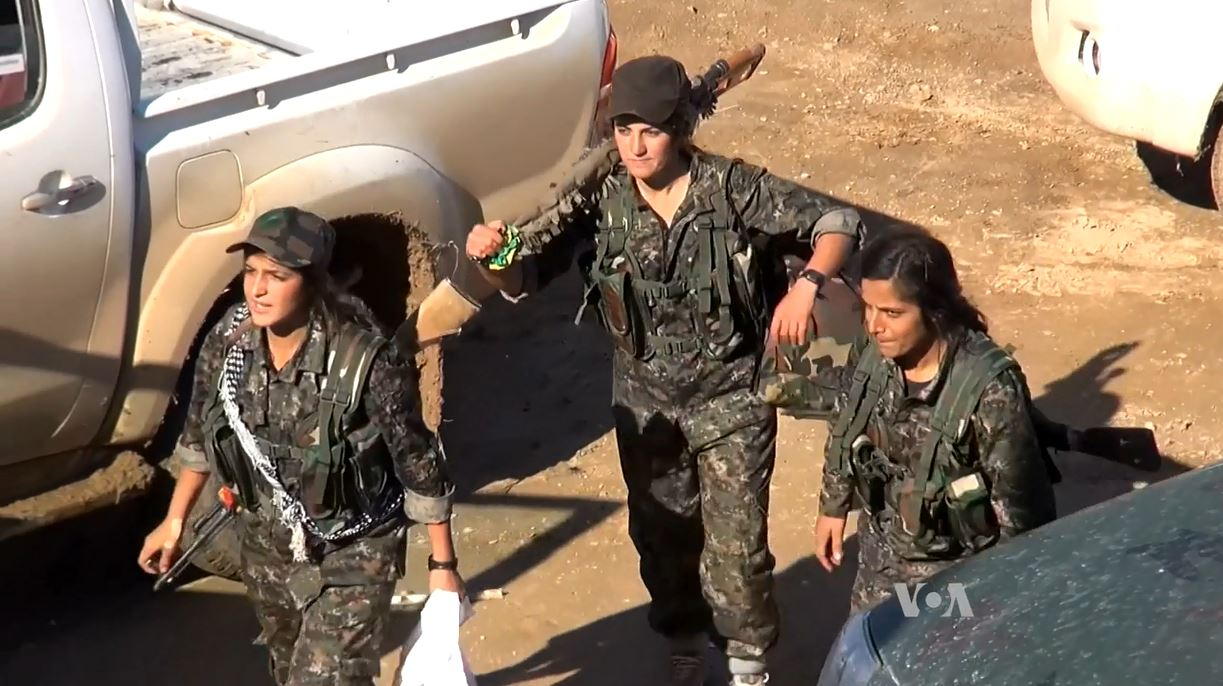
Combattantes des YPJ dans la région d'al-Hol en novembre 2015.

Les combats se concentrent autour d'al-Hol, dans une zone riche en champs pétroliers,. Du 31 octobre au 4 novembre, les Américains mènent 17 frappes aériennes, effectuées par des A-10 Thunderbolt II et des AC-130 venus de Turquie.
Les FDS s'emparent d'un village près de Jabal Kawkab le 2 novembre. Le matin du 3 novembre, un poste des FDS est frappé par une attaque-suicide. Un ancien militaire canadien nommé John Gallagher, volontaire au sein des YPG, figure parmi les morts,,. Le 4 novembre, le colonel Steve Warren, porte-parole de l'armée américaine, affirme que les FDS ont pris 225 kilomètres carrés de terrain. Le 8, les FDS affirment avoir pris 36 villages. Le 11, elles prennent al-Behera al-Khatonia. Le 12 novembre, les Kurdes prennent deux autres villages. Le soir du 12 novembre, les FDS prennent le contrôle de la petite ville d'al-Hol. Les djihadistes se replient sur Al-Chaddadeh.
Le 16 novembre, les FDS annoncent la fin des opérations à al-Hol, elles affirment avoir pris le contrôle d'une zone de 1 362 kilomètres carrés incluant 196 villages,,.

## Pertes

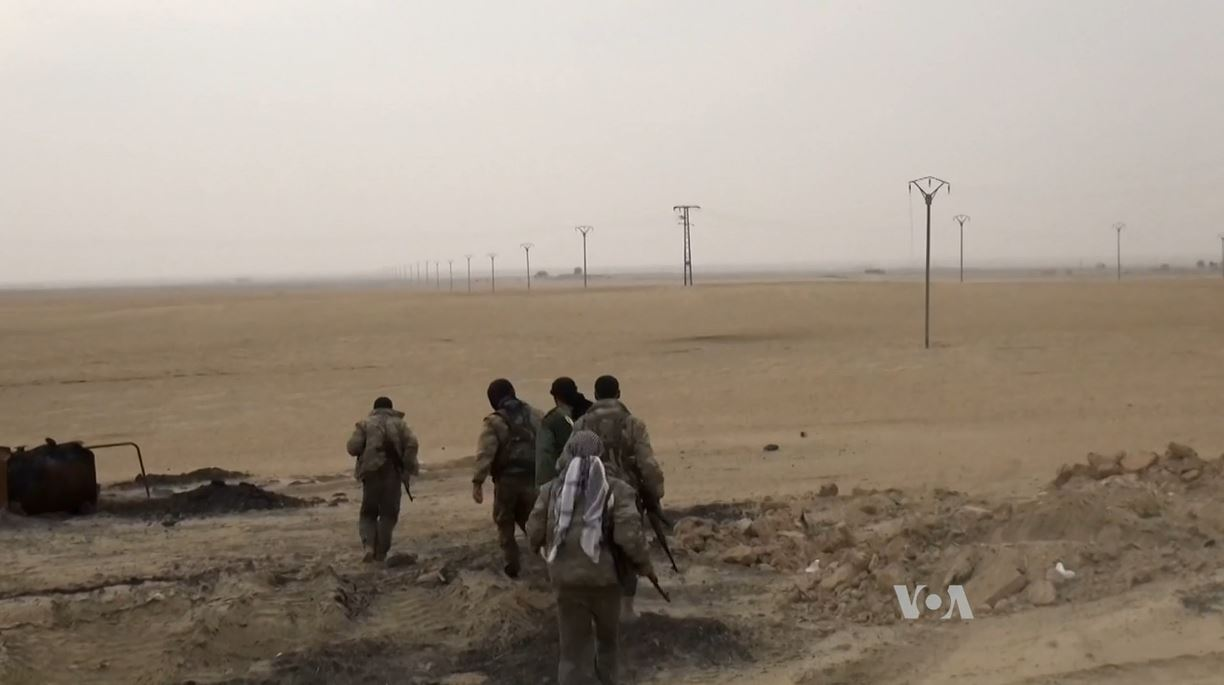
Combattants des YPG dans la région de al-Hol en novembre 2015.

Selon le colonel Steve Warren, porte-parole de l'armée américaine, plus de 80 djihadistes sont tués du 31 octobre au 4 novembre.
Le 8 novembre, les FDS affirment que 13 de ses membres ont été tués depuis le début de l'offensive. Elles portent les pertes djihadistes à 178 morts, dont 99 abattus lors des combats au sol et 79 tués par les frappes américaines.
L'Observatoire syrien des droits de l'homme (OSDH), recense dix djihadistes tués le 1er novembre, cinq djihadistes tués, plus au moins un kamikaze, dix blessés et trois capturés le 2 novembre, sept djihadistes tués le 3 novembre, dont un émir originaire du Daghestan, au moins quatre à six combattants des FDS et cinq djihadistes tués le 6 novembre, quatre djihadistes tués le 10 novembre, sept membres des FDS et neuf djihadistes morts le 12 novembre,, plusieurs dizaines d'hommes de l'EI tués le 13 novembre et quatre autres djihadistes tués le 15 novembre.
Le 16 novembre, le colonel Talal Ali Sello, porte-parole des FDS, affirme que 493 djihadistes de l'État islamique ont été tués et 112 corps récupérés. Les pertes des FDS sont quant à elles de 33 morts et 53 blessés,,.
De son côté, Brett McGurk, envoyé spécial du président américain pour la coalition, déclare le 22 novembre qu'à peu près 300 combattants de l'EI ont été tués lors de l'offensive.

### Reportages
- Syrie : le groupe EI chassé, des villageois tentent de reprendre une vie normale, AFP, 28 novembre 2015.

### Cartographie
- SDF/YPG offensive in east Hasakah, carte réalisée par Agathocle de Syracuse.
- The situation along Hasakah - Sinjar - Mosul (12 novembre 2015), carte réalisée par Agathocle de Syracuse.